# Press Holdings
Press Holdings y May Corporation Limited son dos sociedades holding registradas en la isla de Jersey (Reino Unido), propiedad de Frederick Barclay, que controlan la sociedad holding Press Acquisitions Limited, con sede en Reino Unido, que a su vez es propietaria de Telegraph Media Group, empresa matriz de The Daily Telegraph y The Sunday Telegraph. 
En diciembre de 2005, Press Holdings vendió The Scotsman Publications a Johnston Press, con sede en Edimburgo, por 160 millones de libras, tras haber pagado 82 millones de libras por la adquisición del grupo en 1995, es decir, en diez años tuvo plusvalías de cerca del 100% de la inversión. 
La empresa anteriormente era propietaria de The Spectator, una revista política británica semanal, y Apollo, una revista de arte.
En julio de 2023, se anunció que Mike McTighe había sido nombrado presidente de Press Holdings y May Corporation Limited para supervisar la venta del Telegraph y la revista The Spectator.  La venta de The Spectator y Apollo se completó en septiembre de 2024. 